# Wroxall (Isle of Wight)

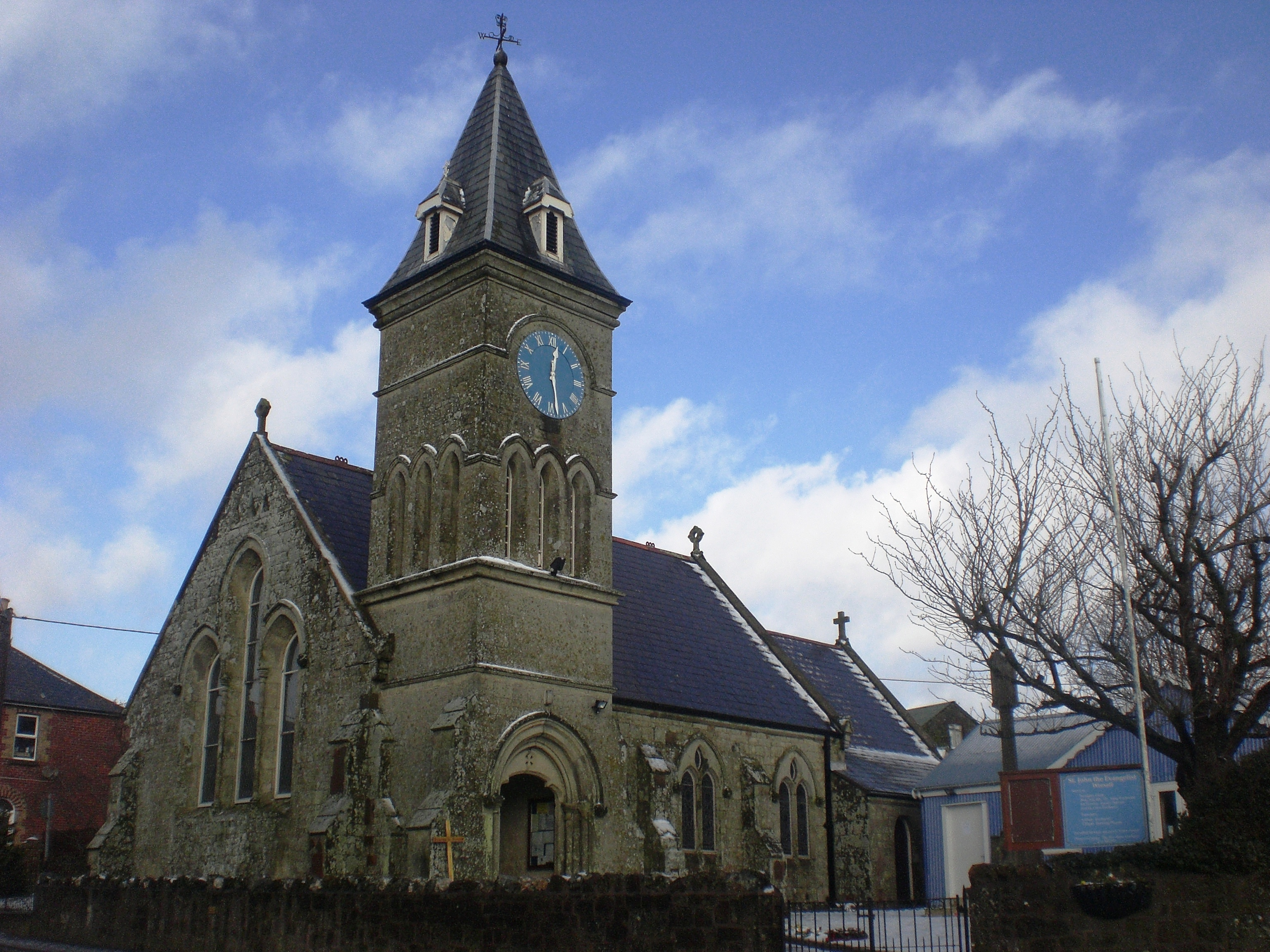
St. John’s Church, Wroxall

Wroxall ist eine Ortschaft im Süden der Isle of Wight nordöstlich von Ventnor. Durch den Ort verläuft die Straße B3327. Southern Vectis bindet den Ort durch die Buslinie 3 an. Im Ort befindet sich die St. John’s Church. Nahe gelegen ist die Ruine des Appuldurcombe House.